# ARH-70 阿拉帕霍直升機
ARH-70 阿拉帕霍偵察直昇機（英語：ARH-70 Arapaho)是一款貝爾直升機公司因美國陸軍老化的OH-58奇奧瓦偵察直升機而提出的美國陸軍武裝偵察直升機 (ARH) 計劃，而研發的四葉單引擎輕型軍用直升機。其命名保持美軍以美洲原住民命名的傳統，源於阿拉帕霍人。
2008年10月16日，由於過度延遲和計劃成本增加，並且美國國防部未能向美國國會證明該計劃的可行性，因而迫使其取消。

## 發展
2004年2月23日，因過於高漲的預算及戰略的改動使得美國陸軍放棄RAH-66卡曼契直升機。但OH-58奇奧瓦偵察直升機面臨老化的問題，因此陸軍急需一款能替代它的直升機。陸軍於2004年 12月9日發布了替換武裝偵察直升機(ARH)的徵求建議書(RFP)。陸軍希望以現有的直升機為藍本開發，以節約成本，並計劃於2008年前形完成訓練配套。共有兩家公司提交方案:
- 波音的方案是MH-6直昇機的升級版MH-6M，此機款已經在美國陸軍第160特種作戰航空團服役並且評價優良。
- 貝爾的方案是將貝爾 407（英语：Bell 407）升級。

陸軍於2005年7月29日宣布貝爾贏得一份368架直升機的合同。由於貝爾的合同預測價格為22億美元，而陸軍最終評估為超過30億美元(一開始預測為23.6億美元)，中間出現一些爭議。該合同要求貝爾提供原型機給陸軍進行測試，第一架正機於2008年9月末裝備好。
貝爾於2006年提供第一架原型機以進行測試，雖然過程有一些延遲及意外，但試飛尚算成功。眾議院國防小組於2008年將ARH-70生產的生產資金歸零，理由是貝爾無法進入生產，但繼續提供研發資金。然而，政府開始製定出口政策，以開啟ARH-70的國際市場。包括美國陸軍預計的512 架直升機在內，預計訂單總數將超過1,000架。陸軍於 2因為持續高漲的成本，引起眾人對於違反能恩—麥卡錫修正案的疑慮(當時的成本預估比最初高40%)。2008年8月，陸軍要求貝爾停止開發ARH-70並等待審查結果。2008年10月16日，陸軍因為開發成本超出預計的70%而終止ARH合同。

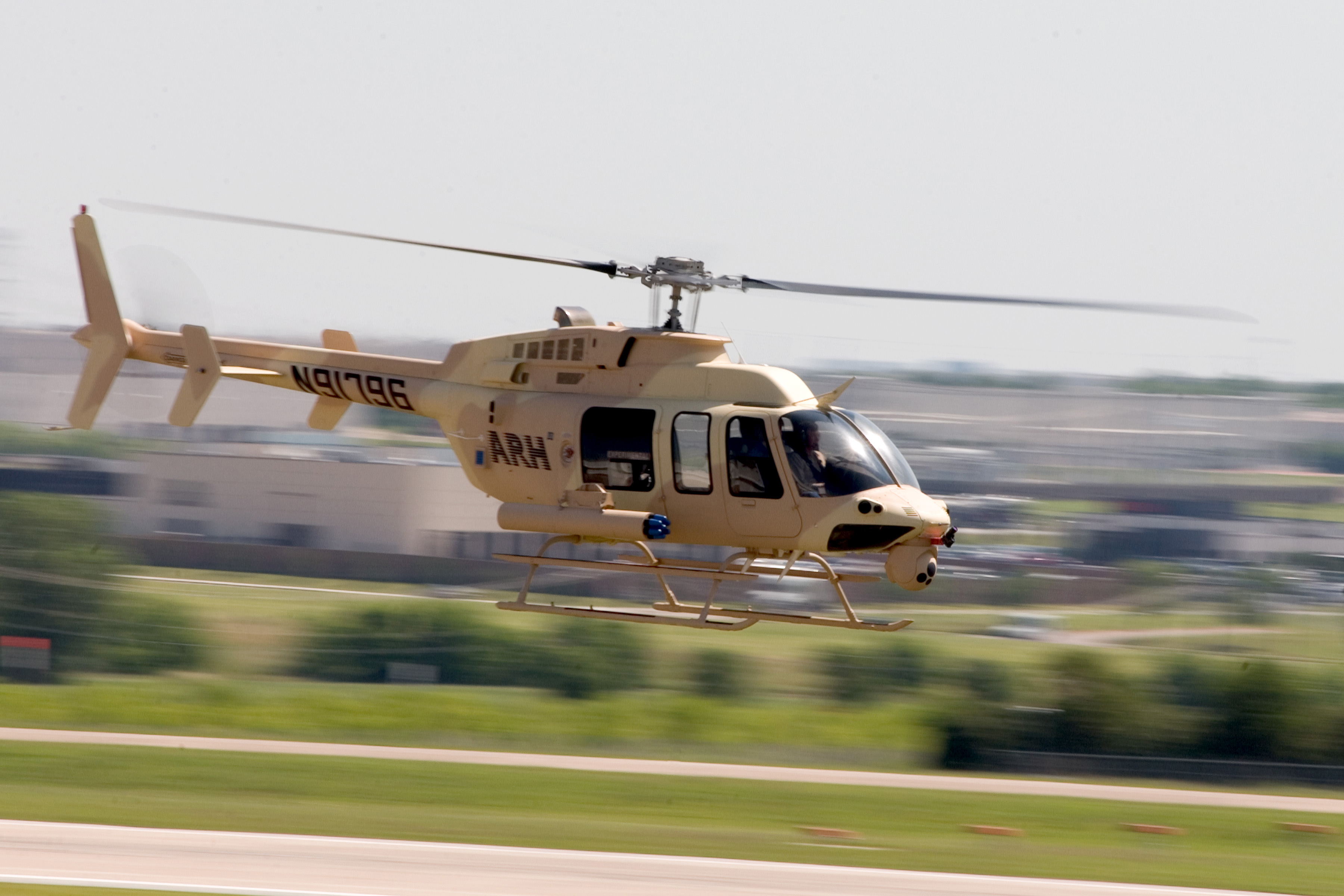
試飛中的ARH-70

## 外部連結
（页面存档备份，存于）
 （页面存档备份，存于）
- Official Bell ARH web page
- Armed Reconnaissance Helicopter page on Globalsecurity.org （页面存档备份，存于）
- Urban Conflicts Shape New Recon Helicopter

- Official Bell ARH web page
- Armed Reconnaissance Helicopter page on Globalsecurity.org （页面存档备份，存于）
- Urban Conflicts Shape New Recon Helicopter